# 萊爾德高原
萊爾德高原（英語：Laird Plateau）是南極洲的高原，位於露西冰川源頭北面，處於海特山西北面2公里，海拔高度超過2,400米，該高原在1964-65年由新西蘭探險隊發現。
82°0′S 157°0′E / 82.000°S 157.000°E